# Vorstelijke Orde van de Ster van Sarawak

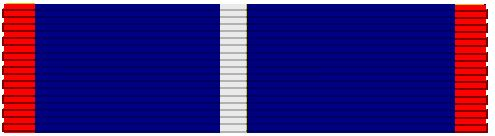

De "Meest Illustere Vorstelijke Orde van de Ster van Sarawak", in het Engels "The Most Illustrious Order of the Star of Sarawak" en in het Maleis "Darjah Yang Amat Mulia Bintang Sarawak" geheten, werd op 26 september 1928 door de "Blanke Rajahs" gesticht en tot 1941 toegekend.
De Rajah moest toezien hoe Japan zijn rijk bezette en heeft het gebied in 1945 aan de Britse Kroon overgedragen in ruil voor een ruim pensioen.In de kroonkolonie Sarawak en in de eerste jaren van het tot de Maleisische federatie en het Koninkrijk Maleisië behorende territorium heeft de orde geen rol gespeeld.
De in 1988 ingestelde Meest Verheven Orde van de Ster van Sarawak (Maleis: "Darjah Yang Amat Mulia Bintang Sarawak") en Engels "Most Exalted Order of the Star of Sarawak", is een ridderorde van het territorium Sarawak dat deel is van Maleisië. De orde wordt als een herstel of voortzetting van de oude orde van de Ster gezien.